# ونوس اکسپرس
ونوس اکسپرس (به انگلیسی: Venus Express) (VEX) اولین مأموریت اکتشافی زهره توسط آژانس فضایی اروپا (ESA) بود. این فضاپیما در نوامبر ۲۰۰۵ پرتاب شد، سپس در آوریل ۲۰۰۶ به زهره رسید و شروع به ارسال مداوم داده‌های علمی از مدار قطبی خود به دور زهره کرد. ونوس اکسپرس که به هفت ابزار علمی مجهز شده بود، هدف اصلی آن مشاهدهٔ طولانی مدت جو زهره بود. تا پیش از آن هرگز در ماموریت‌های قبلی به زهره چنین بازه‌های طولانی از رصد، انجام نشده بود و برای درک بهتر دینامیک اتمسفری امری کلیدی مسحوب می‌شد. ESA این مأموریت را در دسامبر ۲۰۱۴ به پایان رساند.